# Liste der Resolutionen des UN-Sicherheitsrates (1997)
Diese Liste der Resolutionen des UN-Sicherheitsrates nennt die vom Sicherheitsrat der Vereinten Nationen im Jahr 1997 verabschiedeten Resolutionen.
| Nummer | Beschluss vom | Gegenstand | Mission |
| ------ | ------------- | --- | ------- |
| 1093   | 14. Januar    | Die Situation in Kroatien |         |
| 1094   | 20. Januar    | Zentralamerika: Bemühungen um Frieden |         |
| 1095   | 28. Januar    | Die Situation im Nahen Osten |         |
| 1096   | 30. Januar    | Die Situation in Georgien |         |
| 1097   | 18. Februar   | Die Situation in der Region der Großen Seen |         |
| 1098   | 27. Februar   | Die Situation in Angola |         |
| 1099   | 14. März      | Die Situation in Tadschikistan und entlang der tadschikisch-afghanischen Grenze |         |
| 1100   | 27. März      | Die Situation in Liberia |         |
| 1101   | 28. März      | Die Situation in Albanien |         |
| 1102   | 31. März      | Die Situation in Angola |         |
| 1103   | 31. März      | Die Situation in Bosnien und Herzegowina |         |
| 1104   | 8. April      | Gründung eines internationalen Tribunals zur Verfolgung von Personen, die für schwere Verstöße gegen das humanitäre Völkerrecht im Hoheitsgebiet des ehemaligen Jugoslawien verantwortlich sind |         |
| 1105   | 9. April      | Die Situation in der ehemaligen jugoslawischen Republik Mazedonien |         |
| 1106   | 16. April     | Die Situation in Angola |         |
| 1107   | 16. Mai       | Die Situation in Bosnien und Herzegowina |         |
| 1108   | 22. Mai       | Die Situation betreffend Westsahara |         |
| 1109   | 28. Mai       | Die Situation im Nahen Osten |         |
| 1110   | 28. Mai       | Die Situation in der ehemaligen jugoslawischen Republik Mazedonien |         |
| 1111   | 4. Juni       | Die Situation zwischen Irak und Kuwait |         |
| 1112   | 12. Juni      | Die Situation in Bosnien und Herzegowina |         |
| 1113   | 12. Juni      | Die Situation in Tadschikistan und entlang der tadschikisch-afghanischen Grenze |         |
| 1114   | 19. Juni      | Die Situation in Albanien |         |
| 1115   | 21. Juni      | Die Situation zwischen Irak und Kuwait |         |
| 1116   | 27. Juni      | Die Situation in Liberia |         |
| 1117   | 27. Juni      | Die Situation in Zypern |         |
| 1118   | 30. Juni      | Die Situation in Angola |         |
| 1119   | 14. Juli      | Die Situation in Kroatien |         |
| 1120   | 14. Juli      | Die Situation in Kroatien |         |
| 1121   | 22. Juli      | Friedenssicherung der Vereinten Nationen: Dag Hammarskjöld-Medaille |         |
| 1122   | 29. Juli      | Die Situation im Nahen Osten |         |
| 1123   | 30. Juli      | Die Frage betreffend Haiti |         |
| 1124   | 31. Juli      | Die Situation in Georgien |         |
| 1125   | 6. August     | Die Situation in der Zentralafrikanischen Republik |         |
| 1126   | 27. August    | Gründung eines internationalen Tribunals zur Verfolgung von Personen, die für schwere Verstöße gegen das humanitäre Völkerrecht im Hoheitsgebiet des ehemaligen Jugoslawien begangenen          |         |
| 1127   | 28. August    | Die Situation in Angola |         |
| 1128   | 12. September | Die Situation in Tadschikistan und entlang der tadschikisch-afghanischen Grenze |         |
| 1129   | 12. September | Die Situation zwischen Irak und Kuwait |         |
| 1130   | 29. September | Die Situation in Angola |         |
| 1131   | 29. September | Die Situation betreffend Westsahara |         |
| 1132   | 8. Oktober    | Die Situation in Sierra Leone |         |
| 1133   | 20. Oktober   | Die Situation betreffend Westsahara |         |
| 1134   | 23. Oktober   | Die Situation zwischen Irak und Kuwait |         |
| 1135   | 29. Oktober   | Die Situation in Angola |         |
| 1136   | 6. November   | Die Situation in der Zentralafrikanischen Republik |         |
| 1137   | 12. November  | Die Situation zwischen Irak und Kuwait |         |
| 1138   | 14. November  | Die Situation in Tadschikistan und entlang der tadschikisch-afghanischen Grenze |         |
| 1139   | 21. November  | Die Situation im Nahen Osten |         |
| 1140   | 28. November  | Die Situation in der ehemaligen jugoslawischen Republik Mazedonien |         |
| 1141   | 28. November  | Die Frage betreffend Haiti |         |
| 1142   | 4. Dezember   | Die Situation in der ehemaligen jugoslawischen Republik Mazedonien |         |
| 1143   | 4. Dezember   | Die Situation zwischen Irak und Kuwait |         |
| 1144   | 19. Dezember  | Die Situation in Bosnien und Herzegowina |         |
| 1145   | 19. Dezember  | Die Situation in Kroatien |         |
| 1146   | 23. Dezember  | Die Situation in Zypern |         |